# Mostapha Tambour
Mustafa Tambour (arabe : مصطفى تمبور ; né le 24 juillet 1982) est le chef d'une faction du Mouvement de libération du Soudan connue sous le nom de SLM-Tambour, impliquée dans le conflit au Darfour, soutenant les Forces armées soudanaises (SAF) contre les Forces de soutien rapide (RSF). Avant la guerre civile soudanaise, il a lancé une initiative de réconciliation communautaire pour mettre fin à la guerre au Darfour.

## Biographie
Mustafa Nasr Aldin Tambour est né le 24 juillet 1982 à Zalingei, dans le Darfour central, au Soudan. Il a étudié le droit à l'Université Neelain en 2007.

### Carrière
Tambour a survécu à une tentative d'assassinat le 2 septembre 2017 près de Zalingei par un groupe de sept individus dirigés par deux officiers ayant le grade de lieutenant, dont l'un était membre des forces spéciales de la police de sécurité et l'autre des forces de soutien rapide ( RSF). Lors de cette tentative, sa mère, son frère et sa sœur ont été blessés.

#### Séparation de SLM
La faction du Mouvement de libération du Soudan (SLM) dirigée par Tambour s'est séparée en 2018 du SLM dirigé par Abdul Wahid al Nur, qui combattait au Darfour depuis 2003.
La faction de Tambour a signé l'Accord de paix de Juba de 2020 au Soudan du Sud et a continué à déployer des efforts pour assurer la sécurité et la stabilité dans le pays. Le 12 juin 2022, Tambour a lancé une initiative de réconciliation communautaire pour mettre fin au conflit du Darfour, en particulier dans les États du Darfour occidental et méridional. L'initiative visait à réconcilier toutes les composantes et tribus du Darfour et à résoudre les conflits.
Le 3 février 2023, Tambour a accueilli la visite de la délégation israélienne au Soudan. Il a également affirmé le 6 janvier 2023 que ses forces étaient prêtes à s'engager dans les arrangements de sécurité en vue de leur pleine intégration dans les Forces armées soudanaises (SAF).

#### Conflit au Soudan de 2023
Pendant le conflit soudanais de 2023, la maison de Tambour à Riyadh a Khartoum a été perquisitionnée le 8 mai 2023. Le 17 juillet, les RSF assassinent l'un de ses frères, Motawakel, sur la route Nyala-Zalingei.
Le 31 juillet, la faction SLM-Tambour a promis son soutien aux SAF dans leurs efforts contre les RSF. Durant le siège de Zalingei, la capitale de l'État du Darfour central, le SLM-Tambour a infligé des pertes aux forces paramilitaires des RSF, tuant 27 membres des RSF, en blessant 41 et capturant 14 militants.